# Ypthima saravus
Ypthima saravus är en fjärilsart som beskrevs av Hans Fruhstorfer 1911. Ypthima saravus ingår i släktet Ypthima och familjen praktfjärilar. Inga underarter finns listade i Catalogue of Life.